# Division 1 i ishockey 2000/2001
Division 1 i ishockey 2000/2001 var säsongens tredje högsta ishockeyserie i Sverige. Divisionen bestod av 73 lag geografiskt uppdelade i 4 regioner och 8 serier. Regionerna benämndes Norra, Östra, Västra och Södra och hade två serier vardera benämnda A och B. 
I öster, väster och söder gick de bästa lagen vidare till Allettan och de kvarvarande lagen spelade vidare i vårserier. I östra regionen spelades en gemensam vårserie, medan i den västra och södra regionen spelade man kvar i respektive A- och B-serie. 
I den norra regionen gick de två bästa lagen i varje grundserie direkt till Playoff. I södra och västra regionen gick de bästa lagen från Allettan och vårserierna till Playoff. I den östra regionen gick vinnaren av Allettan direkt till kvalserien till Allsvenskan och lag 2–3 i Allettan tillsammans med de två främsta lagen från vårserien till Playoff.
I den norra regionen skulle två sista lagen i varje serie kvala till Division 1 nästa säsong, men något sådant kval verkar inte genomförts för serie A. I den västra och den östra regionen fick de två sista lagen i vårserierna kvala till nästa säsong. I den södra regionen fick de främsta lagen från Division 2 spela i vårserien och fyra sista lagen i vårserien gick därefter till kvalserien. Värt att notera är att Växjö Lakers, som krossat allt motstånd i Division 2 Södra D, vinner Division 1 Södra B vår och går vidare till Playoff där de slutar tvåa.

## Deltagande lag
Sedan förra säsongen har fyra lag flyttas ner från Allsvenskan: Arlanda, Grums, Huddinge och Sunne. Från Division 2 flyttades följande lag upp: Brunflo, Halmstad, Husum (Örnsköldsvik), Jonstorp (Höganäs), Mariestad, Nor (Karlstad), Sudret (Gotland), Tuolluvaara (Kiruna), Tälje (Södertälje) och Västerås HC. Tuolluvaara IF hade dessutom gått samman med Malmbergets AIF sedan deras uppflyttning blivit klar. Surahammar hade flyttats från Västra B till A, Södra Hockey hade bytt namn till Mjölby HC, Uppsala/AIS hade bytt till Almtuna IS och Mariestads HC hade bytt namn till Mariestad BoIS HC. Kalmar HC som kvalificerat sig för Division 1 hade gått i konkurs och deltog därför inte.
| Division 1 Norra A                                                                                  |
| --------------------------------------------------------------------------------------------------- |
| Clemensnäs HK Kalix HF Lycksele SK SK Lejon Tegs SK Tuolluvaara/Malmberget ▲ Vännäs HC Överkalix IF |

| Division 1 Norra B |
| --- |
| AIK Hockey Härnösand Brunflo IK ▲ Husum HK ▲ KB 65 Kovlands IF Kramfors-Alliansen LN 91 Svedjeholmens IF Örnsköldsviks SK Östersunds IK |

| Division 1 Västra A |
| --- |
| Avesta BK Borlänge HF Hedemora SK Hille/Åbyggeby IK Hofors HC Hudiksvalls HC Skutskärs SK Surahammars IF Valbo AIF Västerås HC ▲ |

| Division 1 Västra B |
| --- |
| Arvika HC · Forshaga IF · Grums IK · Hammarö HC · HC Örebro · Kristinehamns HT · Nor IK Ishockey ▲ · Skåre BK · Sunne IK · Åmåls SK |

| Division 1 Östra A                                                                                                |
| --- |
| Almtuna IS · Arlanda HC · Gimo IF HC · IFK Österåker IK · IK Waxholm · Järfälla HC · Sudrets HC ▲ · Väsby IK HK · |

| Division 1 Östra B |
| --- |
| Huddinge IK · IK Tälje ▲ · Linden HC · Mälarhöjden/Bredängs IK · Nacka HK · Skå IK · Trångsunds IF · Tumba/Botkyrka IK · |

| Division 1 Södra A |
| --- |
| Borås HC Hanhals/Kungsbacka IF HC Dalen IK Hästen Kungälvs IK Mariestad BoIS HC ▲ Mjölby HC Nittorps IK Skövde IK Vänersborgs HC |

| Division 1 Södra B |
| --- |
| Alvesta SK Halmstads HK ▲ IK Pantern Jonstorps IF ▲ Kristianstads IK Limhamns IK Skäret Nybro IF Hockey Olofströms IK Tyringe SoSS |

## Grundserier

### Division 1 Norra A
Serien spelades med åtta lag i 28 omgångar. Clemensnäs från Ursviken, Skellefteå vann serien klart före Teg från Umeå. Båda lagen gick vidare till Playoff. Lycksele och Tuolluvaara/Malmberget placerade sig sist på elva poäng vardera. Det innebar att de fick spela Kval till Division 1. Övriga lag spelade i Division 1 nästa säsong.
| Nr | Lag                            | S  | V  | O | F  | GM  | IM  | MS   | P  |
| -- | ------------------------------ | -- | -- | - | -- | --- | --- | ---- | -- |
| 1  | Clemensnäs HK                  | 28 | 22 | 3 | 3  | 184 | 79  | +105 | 47 |
| 2  | Tegs SK                        | 28 | 17 | 4 | 7  | 158 | 105 | +53  | 38 |
| 3  | Vännäs HC                      | 28 | 16 | 5 | 7  | 156 | 110 | +46  | 37 |
| 4  | SK Lejon                       | 28 | 14 | 6 | 8  | 111 | 87  | +24  | 34 |
| 5  | Kalix HF                       | 28 | 12 | 3 | 13 | 137 | 129 | +8   | 27 |
| 6  | Överkalix IF                   | 28 | 7  | 5 | 16 | 99  | 134 | −35  | 19 |
| 7  | Lycksele SK                    | 28 | 4  | 3 | 21 | 70  | 162 | −92  | 11 |
| 8  | Tuolluvaara IF/Malmbergets AIF | 28 | 4  | 3 | 21 | 68  | 177 | −109 | 11 |

### Division 1 Norra B
Serien spelades med tio lag i 27 omgångar. Örnsköldsvik segrade klart före Härnösand. Båda lagen gick vidare till Playoff. De två sista lagen – Lögdeå/Nordmaling 91 HC (LN91) och Husum HK – gick vidare till Kval till Division 1. Övriga lag går vidare till nästa säsong.
| Nr | Lag                  | S  | V  | O | F  | GM  | IM  | MS  | P  |
| -- | -------------------- | -- | -- | - | -- | --- | --- | --- | -- |
| 1  | Örnsköldsviks SK     | 27 | 20 | 5 | 2  | 143 | 85  | +58 | 45 |
| 2  | AIK Hockey Härnösand | 27 | 15 | 7 | 5  | 119 | 70  | +49 | 37 |
| 3  | Kovlands IF          | 27 | 13 | 5 | 9  | 125 | 124 | +1  | 31 |
| 4  | KB 65                | 27 | 10 | 6 | 11 | 100 | 92  | +8  | 26 |
| 5  | Kramfors-Alliansen   | 27 | 10 | 5 | 12 | 107 | 111 | −4  | 25 |
| 6  | Östersunds IK        | 27 | 9  | 5 | 13 | 84  | 98  | −14 | 23 |
| 7  | Brunflo IK           | 27 | 8  | 7 | 12 | 89  | 109 | −20 | 23 |
| 8  | Svedjeholmens IF     | 27 | 8  | 7 | 12 | 75  | 98  | −23 | 23 |
| 9  | LN 91                | 27 | 7  | 6 | 14 | 94  | 102 | −8  | 20 |
| 10 | Husum HK             | 27 | 6  | 5 | 16 | 93  | 140 | −47 | 17 |

### Division 1 Västra A
Serien spelades med tio lag i 18 omgångar. De fyra främsta lagen – Borlänge, Valbo (från Gävle), Surahammar och Skutskär (från Älvkarleby) – gick vidare till Allettan. Övriga lag fick spela vidare i vårserien.
| Nr | Lag               | S  | V  | O | F  | GM | IM  | MS  | P  |
| -- | ----------------- | -- | -- | - | -- | -- | --- | --- | -- |
| 1  | Borlänge HF       | 18 | 13 | 3 | 2  | 80 | 40  | +40 | 29 |
| 2  | Valbo AIF         | 18 | 11 | 5 | 2  | 88 | 43  | +45 | 27 |
| 3  | Surahammars IF    | 18 | 12 | 3 | 3  | 91 | 50  | +41 | 27 |
| 4  | Skutskärs SK      | 18 | 9  | 4 | 5  | 87 | 55  | +32 | 22 |
| 5  | Hedemora SK       | 18 | 9  | 1 | 8  | 69 | 64  | +5  | 19 |
| 6  | Hille/Åbyggeby IK | 18 | 8  | 2 | 8  | 68 | 56  | +12 | 18 |
| 7  | Avesta BK         | 18 | 7  | 3 | 8  | 68 | 59  | +9  | 17 |
| 8  | Hudiksvalls HC    | 18 | 6  | 1 | 11 | 60 | 90  | −30 | 13 |
| 9  | Västerås HC       | 18 | 2  | 2 | 14 | 54 | 113 | −59 | 6  |
| 10 | Hofors HC         | 18 | 1  | 0 | 17 | 36 | 131 | −95 | 2  |

### Division 1 Västra B
Serien spelades med tio lag i 18 omgångar. De fyra främsta lagen – Örebro, Sunne, Arvika och Grums – gick vidare till Allettan. Övriga lag fick spela i vårserien.
| Nr | Lag              | S  | V  | O | F  | GM  | IM  | MS  | P  |
| -- | ---------------- | -- | -- | - | -- | --- | --- | --- | -- |
| 1  | HC Örebro        | 18 | 16 | 0 | 2  | 97  | 25  | +72 | 32 |
| 2  | Sunne IK         | 18 | 13 | 2 | 3  | 120 | 53  | +67 | 28 |
| 3  | Arvika HC        | 18 | 12 | 2 | 4  | 96  | 53  | +43 | 26 |
| 4  | Grums IK         | 18 | 11 | 2 | 5  | 90  | 51  | +39 | 24 |
| 5  | Skåre BK         | 18 | 9  | 3 | 6  | 84  | 64  | +20 | 21 |
| 6  | Åmåls SK         | 18 | 6  | 4 | 8  | 63  | 66  | −3  | 16 |
| 7  | Hammarö HC       | 18 | 4  | 4 | 10 | 58  | 92  | −34 | 12 |
| 8  | Kristinehamns HT | 18 | 4  | 4 | 10 | 54  | 109 | −55 | 12 |
| 9  | Forshaga IF      | 18 | 2  | 1 | 15 | 38  | 104 | −66 | 5  |
| 10 | Nor IK Ishockey  | 18 | 1  | 2 | 15 | 39  | 122 | −83 | 4  |

### Division 1 Östra A
Serien spelades med åtta lag i 28 omgångar. De fyra främsta lagen – Almtuna (från Uppsala), Järfälla, Arlanda och Väsby (från Upplands Väsby) – gick vidare till Allettan. Övriga lag gick vidare till fortsättningsserien.
| Nr | Lag              | S  | V  | O | F  | GM  | IM  | MS  | P  |
| -- | ---------------- | -- | -- | - | -- | --- | --- | --- | -- |
| 1  | Almtuna IS       | 28 | 19 | 3 | 6  | 174 | 80  | +94 | 41 |
| 2  | Järfälla HC      | 28 | 16 | 6 | 6  | 116 | 76  | +40 | 38 |
| 3  | Arlanda HC       | 28 | 16 | 5 | 7  | 145 | 84  | +61 | 37 |
| 4  | Väsby IK HK      | 28 | 13 | 7 | 8  | 105 | 81  | +24 | 33 |
| 5  | IK Waxholm       | 28 | 12 | 4 | 12 | 110 | 122 | −12 | 28 |
| 6  | Gimo IF HC       | 28 | 8  | 5 | 15 | 86  | 138 | −52 | 21 |
| 7  | IFK Österåker IK | 28 | 5  | 5 | 18 | 76  | 157 | −81 | 15 |
| 8  | Sudrets HC       | 28 | 2  | 7 | 19 | 68  | 142 | −74 | 11 |

### Division 1 Östra B
Serien spelades med åtta lag i 28 omgångar. De fyra främsta lagen – Mälarhöjden/Bredäng (från Stockholm), Huddinge, Tälje (från Södertälje) och Trångsund (från Huddinge) gick vidare till Allettan. Övriga lag spelade vidare i fortsättningsserien.
| Nr | Lag                     | S  | V  | O | F  | GM  | IM  | MS   | P  |
| -- | ----------------------- | -- | -- | - | -- | --- | --- | ---- | -- |
| 1  | Mälarhöjden/Bredängs IK | 28 | 24 | 2 | 2  | 162 | 48  | +114 | 50 |
| 2  | Huddinge IK             | 28 | 22 | 2 | 4  | 153 | 65  | +88  | 46 |
| 3  | IK Tälje                | 28 | 16 | 3 | 9  | 121 | 87  | +34  | 35 |
| 4  | Trångsunds IF           | 28 | 14 | 2 | 12 | 104 | 107 | −3   | 30 |
| 5  | Tumba/Botkyrka IK       | 28 | 10 | 4 | 14 | 88  | 102 | −14  | 24 |
| 6  | Skå IK                  | 28 | 7  | 2 | 19 | 90  | 153 | −63  | 16 |
| 7  | Nacka HK                | 28 | 6  | 3 | 19 | 78  | 129 | −51  | 15 |
| 8  | Linden HC               | 28 | 4  | 0 | 24 | 72  | 177 | −105 | 8  |

### Division 1 Södra A
Serien spelades med tio lag i 18 omgångar. De fyra främsta lagen – Mariestad, Norrköpingslaget IK Hästen, Borås och Skövde – gick vidare till Allettan. Övriga lag gick vidare till vårserien.
| Nr | Lag                   | S  | V  | O | F  | GM | IM  | MS   | P  |
| -- | --------------------- | -- | -- | - | -- | -- | --- | ---- | -- |
| 1  | Mariestad BoIS HC     | 18 | 14 | 1 | 3  | 90 | 49  | +41  | 29 |
| 2  | IK Hästen             | 18 | 13 | 2 | 3  | 79 | 30  | +49  | 28 |
| 3  | Borås HC              | 18 | 12 | 1 | 5  | 94 | 50  | +44  | 25 |
| 4  | Skövde IK             | 18 | 12 | 0 | 6  | 80 | 54  | +26  | 24 |
| 5  | Vänersborgs HC        | 18 | 9  | 2 | 7  | 61 | 67  | −6   | 20 |
| 6  | Nittorps IK           | 18 | 8  | 2 | 8  | 75 | 68  | +7   | 18 |
| 7  | Hanhals/Kungsbacka IF | 18 | 7  | 1 | 10 | 52 | 75  | −23  | 15 |
| 8  | Mjölby HC             | 18 | 6  | 1 | 11 | 54 | 65  | −11  | 13 |
| 9  | HC Dalen              | 18 | 4  | 0 | 14 | 58 | 85  | −27  | 8  |
| 10 | Kungälvs IK           | 18 | 0  | 0 | 18 | 28 | 128 | −100 | 0  |

### Division 1 Södra B
Serien spelades med tio lag i 18 omgångar. De fyra främsta lagen – Tyringe från Hässleholm, Halmstad, Malmölaget Pantern och Nybro – gick vidare till Allettan. Övriga lag fick spela i vårserien.
| Nr | Lag                | S  | V | O | F  | GM | IM  | MS  | P  |
| -- | ------------------ | -- | - | - | -- | -- | --- | --- | -- |
| 1  | Tyringe SoSS       | 16 | 8 | 5 | 3  | 67 | 39  | +28 | 21 |
| 2  | Halmstads HK       | 16 | 8 | 5 | 3  | 63 | 36  | +27 | 21 |
| 3  | IK Pantern         | 16 | 9 | 2 | 5  | 57 | 41  | +16 | 20 |
| 4  | Nybro IF Hockey    | 16 | 8 | 3 | 5  | 66 | 44  | +22 | 19 |
| 5  | Olofströms IK      | 16 | 8 | 2 | 6  | 56 | 58  | −2  | 18 |
| 6  | Kristianstads IK   | 16 | 7 | 2 | 7  | 54 | 47  | +7  | 16 |
| 7  | Limhamns IK Skäret | 16 | 6 | 3 | 7  | 47 | 56  | −9  | 15 |
| 8  | Jonstorps IF       | 16 | 4 | 3 | 9  | 65 | 74  | −9  | 11 |
| 9  | Alvesta SK         | 16 | 1 | 1 | 14 | 31 | 111 | −80 | 3  |

## Allettan

### Allettan Västra
Serien spelades av åtta lag i 14 omgångar. Örebro vann och samtliga de sex första lagen – Örebro, Grums, Sunne, Skutskär, Surahammar och Arvika gick vidare till Förkval. Valbo och Borlänge hade spelat färdigt för säsongen och var kvalificerade för Division 1 nästa säsong.
| Nr | Lag            | S  | V | O | F  | GM | IM | MS  | P  |
| -- | -------------- | -- | - | - | -- | -- | -- | --- | -- |
| 1  | HC Örebro      | 14 | 9 | 2 | 3  | 56 | 30 | +26 | 20 |
| 2  | Grums IK       | 14 | 7 | 4 | 3  | 57 | 47 | +10 | 18 |
| 3  | Sunne IK       | 14 | 8 | 2 | 4  | 47 | 37 | +10 | 18 |
| 4  | Skutskärs SK   | 14 | 7 | 1 | 6  | 42 | 48 | −6  | 15 |
| 5  | Surahammars IF | 14 | 5 | 3 | 6  | 49 | 50 | −1  | 13 |
| 6  | Arvika HC      | 14 | 6 | 1 | 7  | 52 | 54 | −2  | 13 |
| 7  | Valbo AIF      | 14 | 4 | 2 | 8  | 49 | 63 | −14 | 10 |
| 8  | Borlänge HF    | 14 | 2 | 1 | 11 | 42 | 65 | −23 | 5  |

### Allettan Östra
Serien spelades med åtta lag i 14 omgångar. Almtuna segrade och fick platsen i Kvalserien till Allsvenskan. Mälarhöjden och Huddinge gick vidare till Playoff Östra. Övriga lag var klara för säsongen och kvalificerade för Division 1 nästa säsong.
| Nr | Lag                     | S  | V  | O | F  | GM | IM | MS  | P  |
| -- | ----------------------- | -- | -- | - | -- | -- | -- | --- | -- |
| 1  | Almtuna IS              | 14 | 11 | 0 | 3  | 62 | 38 | +24 | 22 |
| 2  | Mälarhöjden/Bredängs IK | 14 | 10 | 1 | 3  | 66 | 26 | +40 | 21 |
| 3  | Huddinge IK             | 14 | 10 | 1 | 3  | 64 | 39 | +25 | 21 |
| 4  | Väsby IK HK             | 14 | 6  | 1 | 7  | 55 | 62 | −7  | 13 |
| 5  | IK Tälje                | 14 | 6  | 0 | 8  | 46 | 62 | −16 | 12 |
| 6  | Arlanda HC              | 14 | 4  | 3 | 7  | 63 | 69 | −6  | 11 |
| 7  | Trångsund               | 14 | 3  | 2 | 9  | 43 | 64 | −21 | 8  |
| 8  | Järfälla HC             | 14 | 1  | 2 | 11 | 34 | 73 | −39 | 4  |

### Allettan Södra
Serien spelades med åtta lag i 14 omgångar. Halmstad segrade och de sex främsta lagen – Halmstad, Borås, Nybro, Pantern, Skövde och Hästen – gick vidare till Förkval. Tyringe och Mariestad var färdigspelade och klara för Division 1 nästa säsong.
| Nr | Lag               | S  | V | O | F  | GM | IM | MS  | P  |
| -- | ----------------- | -- | - | - | -- | -- | -- | --- | -- |
| 1  | Halmstads HK      | 14 | 8 | 4 | 2  | 56 | 32 | +24 | 20 |
| 2  | Borås HC          | 14 | 8 | 3 | 3  | 57 | 33 | +24 | 19 |
| 3  | Nybro IF Hockey   | 14 | 8 | 1 | 5  | 55 | 37 | +18 | 17 |
| 4  | IK Pantern        | 14 | 8 | 0 | 6  | 49 | 49 | 0   | 16 |
| 5  | Skövde IK         | 14 | 6 | 2 | 6  | 48 | 56 | −8  | 14 |
| 6  | IK Hästen         | 14 | 4 | 3 | 7  | 33 | 44 | −11 | 11 |
| 7  | Tyringe SoSS      | 14 | 3 | 2 | 9  | 34 | 45 | −11 | 8  |
| 8  | Mariestad BoIS HC | 14 | 3 | 1 | 10 | 26 | 62 | −36 | 7  |

## Vår/fortsättningsserier

### Division 1 Västra A vår
Serien spelades i 15 omgångar bestod av de sex lagen från Division Västra A som inte tagit sig till Allettan. Vid seriens start fick lagen bonuspoäng baserat på sin placering i grundserien: Hedemora 5p, Hille/Åbyggeby 4p, Avesta 3p, Hudiksvall 2p och Västerås HC 1p. Gävlelaget Hille/Åbyggeby vann serien och fick platsen i förkvalet. Hudiksvall och Hofors placerade sig sist och fick spela Kval till Division 1. Övriga lag var klara för säsongen och för Division 1 nästa säsong.
| Nr | Lag               | S  | V  | O | F  | GM | IM | MS  | P  |
| -- | ----------------- | -- | -- | - | -- | -- | -- | --- | -- |
| 1  | Hille/Åbyggeby IK | 15 | 11 | 1 | 3  | 78 | 47 | +31 | 27 |
| 2  | Avesta BK         | 15 | 9  | 3 | 3  | 55 | 33 | +22 | 24 |
| 3  | Hedemora SK       | 15 | 7  | 2 | 6  | 60 | 59 | +1  | 21 |
| 4  | Västerås HC       | 15 | 5  | 5 | 5  | 53 | 59 | −6  | 16 |
| 5  | Hudiksvalls HC    | 15 | 3  | 5 | 7  | 51 | 61 | −10 | 13 |
| 6  | Hofors HC         | 15 | 1  | 2 | 12 | 38 | 76 | −38 | 4  |

### Division 1 Västra B vår
Serien spelades i 15 omgångar och bestod av de sex lagen från Division Västra B som inte tagit sig till Allettan. Tre av lagen hade sitt ursprung i och omkring Karlstad, nämligen Skåre, Hammarö och Nor. Vid seriens start fick lagen bonuspoäng baserat på sin placering i grundserien: Skåre 5p, Åmål 4p, Hammarö 3p, Kristinehamn 2p och Forshaga HC 1p. Skåre vann serien och fick platsen i förkvalet. De två sista lagen – Forshaga och Nor – fick spela Kval till Division 1. Övriga lag var klara för Division 1 nästa säsong.
| Nr | Lag              | S  | V  | O | F  | GM  | IM | MS  | P  |
| -- | ---------------- | -- | -- | - | -- | --- | -- | --- | -- |
| 1  | Skåre BK         | 15 | 12 | 1 | 2  | 103 | 40 | +63 | 30 |
| 2  | Åmåls SK         | 15 | 9  | 2 | 4  | 64  | 45 | +19 | 24 |
| 3  | Hammarö HC       | 15 | 8  | 3 | 4  | 70  | 61 | +9  | 22 |
| 4  | Kristinehamns HT | 15 | 6  | 2 | 7  | 67  | 79 | −12 | 16 |
| 5  | Forshaga IF      | 15 | 3  | 0 | 12 | 39  | 79 | −40 | 7  |
| 6  | Nor IK Ishockey  | 15 | 2  | 2 | 11 | 39  | 78 | −39 | 6  |

### Division 1 Östra fortsättningsserien
Serien spelades i 14 omgångar av de åtta lag från Division 1 Östra A respektive B som inte tagit sig till Allettan. De två främsta lagen – Tumba/Botkyrka och Nacka – gick vidare till Playoff. De två sista lagen – Österåker och Gotlandslaget Sudret – fick spela Kval till Division 1. Övriga lag var klara för Division 1 nästa säsong.
| Nr | Lag               | S  | V  | O | F  | GM | IM | MS  | P  |
| -- | ----------------- | -- | -- | - | -- | -- | -- | --- | -- |
| 1  | Tumba/Botkyrka IK | 14 | 10 | 3 | 1  | 85 | 51 | +34 | 23 |
| 2  | Nacka HK          | 14 | 10 | 2 | 2  | 64 | 33 | +31 | 22 |
| 3  | Skå IK            | 14 | 7  | 2 | 5  | 58 | 48 | +10 | 16 |
| 4  | Linden HC         | 14 | 7  | 1 | 6  | 51 | 59 | −8  | 15 |
| 5  | Gimo IF HC        | 14 | 6  | 2 | 6  | 68 | 59 | +9  | 14 |
| 6  | IK Waxholm        | 14 | 4  | 2 | 8  | 55 | 56 | −1  | 10 |
| 7  | IFK Österåker IK  | 14 | 3  | 0 | 11 | 39 | 70 | −31 | 6  |
| 8  | Sudrets HC        | 14 | 3  | 0 | 11 | 40 | 84 | −44 | 6  |

### Division 1 Södra A vår
I vårserien deltar lagen från grundserien som inte tagit sig till Allettan samt Partille HK, Grästorps IK och Tibro IK från Division 2. HC Dalen flyttades inför vårserien till serie B. Mjölby vann serien och fick platsen till förkvalet. De fyra sista lagen – Kungälv, Partille, Grästorp och Tibro – fick spela Kval till Division 1. Övriga lag var klara för Division 1 nästa säsong.
| Nr | Lag                   | S  | V | O | F  | GM | IM | MS  | P  |
| -- | --------------------- | -- | - | - | -- | -- | -- | --- | -- |
| 1  | Mjölby HC             | 14 | 9 | 3 | 2  | 58 | 31 | +27 | 21 |
| 2  | Nittorps IK           | 14 | 9 | 2 | 3  | 70 | 36 | +34 | 20 |
| 3  | Vänersborgs HC        | 14 | 9 | 0 | 5  | 53 | 41 | +12 | 18 |
| 4  | Hanhals/Kungsbacka IF | 14 | 8 | 1 | 5  | 59 | 45 | +14 | 17 |
| 5  | Kungälvs IK           | 14 | 5 | 1 | 8  | 37 | 67 | −30 | 11 |
| 6  | Partille HK           | 14 | 4 | 2 | 8  | 45 | 71 | −26 | 10 |
| 7  | Grästorps IK          | 14 | 4 | 0 | 10 | 45 | 63 | −18 | 8  |
| 8  | Tibro IK              | 14 | 3 | 1 | 10 | 48 | 61 | −13 | 7  |

### Division 1 Södra B vår
I vårserien deltar lagen från grundserien som inte tagit sig till Allettan samt Växjö Lakers och Boro/Vetlanda från Division 2. Jönköpingslaget HC Dalen flyttades inför vårserien till serie B från serie A. Växjö vann serien och fick platsen i förkvalet. De fyra sista lagen Jonstorp, Boro/Vetlanda, Dalen och Alvesta fick spela Kval till Division 1. Övriga lag var klara för Division 1 nästa säsong.
| Nr | Lag                | S  | V  | O | F  | GM | IM | MS  | P  |
| -- | ------------------ | -- | -- | - | -- | -- | -- | --- | -- |
| 1  | Växjö Lakers HC    | 14 | 11 | 1 | 2  | 76 | 36 | +40 | 23 |
| 2  | Olofströms IK      | 14 | 11 | 0 | 3  | 62 | 39 | +23 | 22 |
| 3  | Kristianstads IK   | 14 | 9  | 0 | 5  | 59 | 40 | +19 | 18 |
| 4  | Limhamns IK Skäret | 14 | 8  | 1 | 5  | 54 | 42 | +12 | 17 |
| 5  | Jonstorps IF       | 14 | 6  | 1 | 7  | 64 | 69 | −5  | 13 |
| 6  | Boro/Vetlanda HC   | 14 | 5  | 2 | 7  | 52 | 63 | −11 | 12 |
| 7  | HC Dalen           | 14 | 2  | 0 | 12 | 40 | 71 | −31 | 4  |
| 8  | Alvesta SK         | 14 | 1  | 1 | 12 | 32 | 79 | −47 | 3  |

## Playoff/Förkval

### Playoff Norra
- AIK Hockey Härnösand – Clemensnäs HK 5–4, 5–5
- Örnsköldsviks SK – Tegs SK 4–3, 5–4

Örnsköldsvik och Härnösand vidare till Kval till Allsvenskan.

### Förkval Västra
Förkval Västra spelades med åtta lag i två grupper, sex omgångar i varje grupp. Sex lag från Allettan samt vinnarna från vårserierna. Örebro och Grums vann varsin grupp och var därmed klara för Kval till Allsvenskan. Övriga lag var kvalificerade för Division 1 nästa säsong.
Grupp A
| Nr | Lag            | S | V | O | F | GM | IM | MS  | P |
| -- | -------------- | - | - | - | - | -- | -- | --- | - |
| 1  | HC Örebro      | 6 | 4 | 1 | 1 | 25 | 15 | +10 | 9 |
| 2  | Sunne IK       | 6 | 3 | 1 | 2 | 35 | 15 | +20 | 7 |
| 3  | Surahammars IF | 6 | 2 | 2 | 2 | 23 | 23 | 0   | 6 |
| 4  | Skåre BK       | 6 | 1 | 0 | 5 | 13 | 43 | −30 | 2 |

Grupp B
| Nr | Lag               | S | V | O | F | GM | IM | MS  | P  |
| -- | ----------------- | - | - | - | - | -- | -- | --- | -- |
| 1  | Grums IK          | 6 | 4 | 2 | 0 | 31 | 18 | +13 | 10 |
| 2  | Hille/Åbyggeby IK | 6 | 4 | 1 | 1 | 25 | 14 | +11 | 9  |
| 3  | Arvika HC         | 6 | 2 | 1 | 3 | 23 | 25 | −2  | 5  |
| 4  | Skutskärs SK      | 6 | 0 | 0 | 6 | 12 | 34 | −22 | 0  |

### Playoff Östra
|  | Omgång 1                | Omgång 1                | Omgång 1 |             |   | Omgång 2 | Omgång 2 | Omgång 2 |
|  |                         |                         |          |             |   |          |          |          |
|  | 0                       |                         |          |             |   |          |          |          |
|  |                         |                         |          |             |   |          |          |          |
|  | Mälarhöjden/Bredängs IK | 4                       | 4        |             |   |          |          |          |
|  | Mälarhöjden/Bredängs IK | 4                       | 4        | 0           |   |          |          |          |
|  | Nacka HK                | 2                       | 3        |             |   |          |          |          |
|  | Nacka HK                | 2                       | 3        | Huddinge IK | 2 | 3        |          |          |
|  | 0                       |                         |          | Huddinge IK | 2 | 3        |          |          |
|  |                         | Mälarhöjden/Bredängs IK | 1        | 0           |   |          |          |          |
|  | Huddinge IK             | Mälarhöjden/Bredängs IK | 1        | 0           | 6 | 7        |          |          |
|  | Huddinge IK             |                         |          |             | 6 | 7        |          |          |
|  | Tumba/Botkyrka IK       | 1                       | 4        |             |   |          |          |          |
|  | Tumba/Botkyrka IK       | 1                       | 4        |             |   |          |          |          |

Huddinge vidare till Kval till Allsvenskan.

### Förkval Södra
Förkval Södra spelades med åtta lag i två serier och sex omgångar i varje serie. Kvalificerade var sex lag från den södra Allettan samt segrarna av vårserierna. Halmstad och Borås vann varsin grupp och fick därmed varsin plats i Kval till Allsvenskan. Övriga lag var klara för Division 1 den följande säsongen.
Grupp A
| Nr | Lag          | S | V | O | F | GM | IM | MS  | P |
| -- | ------------ | - | - | - | - | -- | -- | --- | - |
| 1  | Halmstads HK | 6 | 3 | 2 | 1 | 23 | 14 | +9  | 8 |
| 2  | IK Hästen    | 6 | 3 | 2 | 1 | 20 | 15 | +5  | 8 |
| 3  | IK Pantern   | 6 | 3 | 1 | 2 | 21 | 14 | +7  | 7 |
| 4  | Mjölby HC    | 6 | 0 | 1 | 5 | 8  | 29 | −21 | 1 |

Grupp B
| Nr | Lag             | S | V | O | F | GM | IM | MS | P |
| -- | --------------- | - | - | - | - | -- | -- | -- | - |
| 1  | Borås HC        | 6 | 4 | 1 | 1 | 16 | 9  | +7 | 9 |
| 2  | Växjö Lakers HC | 6 | 3 | 1 | 2 | 23 | 18 | +5 | 7 |
| 3  | Skövde IK       | 6 | 2 | 1 | 3 | 20 | 23 | −3 | 5 |
| 4  | Nybro IF Hockey | 6 | 1 | 1 | 4 | 15 | 24 | −9 | 3 |

## Kval till Allsvenskan
Kvalserien till Allsvenskan Norra
Serien genomfördes med fem lag efter att Lidingö HC gått i konkurs och lämnat Allsvenskan. Fyra lag från Division 1 och ett lag (Vallentuna) från Allsvenskan. De två främsta lagen, Huddinge och Almtuna, kvalificerade sig för Allsvenskan 2001/2002. Övriga lag fick spela i Division 1 nästa säsong.
| Nr | Lag                  | S | V | ÖV | ÖF | F | GM | IM | MS  | P  |
| -- | -------------------- | - | - | -- | -- | - | -- | -- | --- | -- |
| 1  | Huddinge IK ▲        | 8 | 8 | 0  | 0  | 0 | 55 | 15 | +40 | 24 |
| 2  | Almtuna IS ▲         | 8 | 5 | 0  | 0  | 3 | 44 | 23 | +21 | 15 |
| 3  | AIK Hockey Härnösand | 8 | 4 | 0  | 0  | 4 | 36 | 47 | −11 | 12 |
| 4  | IF Vallentuna BK ▼   | 8 | 3 | 0  | 0  | 5 | 24 | 43 | −19 | 9  |
| 5  | Örnsköldsviks SK     | 8 | 0 | 0  | 0  | 8 | 22 | 53 | −31 | 0  |

Kvalserien till Allsvenskan Södra
Serien spelades med sex lag i tio omgångar. Fyra lag från Division 1 och två lag från Allsvenskan (Kumla och Mölndal). De två främsta lagen, Örebro och Halmstad, kvalificerade sig för Allsvenskan 2001/2002. Övriga lag spelade i Division 1 nästa säsong.
| Nr | Lag                   | S  | V | ÖV | ÖF | F | GM | IM | MS  | P  |
| -- | --------------------- | -- | - | -- | -- | - | -- | -- | --- | -- |
| 1  | Halmstad Hammers HC ▲ | 10 | 7 | 0  | 1  | 2 | 43 | 30 | +13 | 22 |
| 2  | HC Örebro 90 ▲        | 10 | 5 | 3  | 0  | 2 | 44 | 34 | +10 | 21 |
| 3  | IFK Kumla IK ▼        | 10 | 5 | 2  | 1  | 2 | 35 | 28 | +7  | 20 |
| 4  | Borås HC              | 10 | 6 | 0  | 1  | 3 | 43 | 33 | +10 | 19 |
| 5  | IF Mölndal Hockey ▼   | 10 | 1 | 1  | 2  | 6 | 45 | 62 | −17 | 7  |
| 6  | Grums IK              | 10 | 0 | 0  | 1  | 9 | 30 | 53 | −23 | 1  |

## Kvalserien till Division 1
Kvalserien till Division 1 Norra A
Asplöven HC och Lycksele SK till division 1 nästa säsong utan kvalspel då Tuolluvaara IF/Malmbergets AIF  och Kågedalens AIF dragit sig ur.
Kvalserien till Division 1 Norra B
Fyra lag kvalade till Division 1 Norra B i en serie med sex omgångar. Sollefteå vann före LN 91 och dessa lag fick platserna i Division 1 nästa säsong. Övriga lag fick spela i Division 2.
| Nr | Lag          | S | V | O | F | GM | IM | MS  | P |
| -- | ------------ | - | - | - | - | -- | -- | --- | - |
| 1  | Sollefteå HK | 6 | 4 | 0 | 2 | 24 | 19 | +5  | 8 |
| 2  | LN 91        | 6 | 3 | 1 | 2 | 28 | 20 | +8  | 7 |
| 3  | Husum HK     | 6 | 3 | 1 | 2 | 25 | 24 | +1  | 7 |
| 4  | Njurunda SK  | 6 | 1 | 0 | 5 | 14 | 28 | −14 | 2 |

Kvalserien till Division 1 Västra A
Hudiksvall och Falun tog de två platserna till Division 1 nästa säsong. Övriga lag flyttades till Division 2.
| Nr | Lag            | S | V | O | F | GM | IM | MS  | P |
| -- | -------------- | - | - | - | - | -- | -- | --- | - |
| 1  | Hudiksvalls HC | 6 | 3 | 2 | 1 | 23 | 17 | +6  | 8 |
| 2  | Falu HC        | 6 | 3 | 1 | 2 | 34 | 23 | +11 | 7 |
| 3  | Björbo IF      | 6 | 3 | 0 | 3 | 28 | 25 | +3  | 6 |
| 4  | Hofors HC      | 6 | 1 | 1 | 4 | 14 | 34 | −20 | 3 |

Kvalserien till Division 1 Västra B
Kvalserien spelades av fyra lag i sex omgångar. Västerås IK vann klart före Hallsberg. Dessa båda lag flyttades upp till Division 1 nästa säsong. Övriga lag flyttades ner till Division 2.
| Nr | Lag                | S | V | O | F | GM | IM | MS  | P  |
| -- | ------------------ | - | - | - | - | -- | -- | --- | -- |
| 1  | Västerås IK Ungdom | 6 | 5 | 1 | 0 | 29 | 5  | +24 | 11 |
| 2  | IFK Hallsberg      | 6 | 4 | 0 | 2 | 21 | 16 | +5  | 8  |
| 3  | Nor IK Ishockey    | 6 | 1 | 1 | 4 | 8  | 23 | −15 | 3  |
| 4  | Forshaga IF        | 6 | 1 | 0 | 5 | 15 | 29 | −14 | 2  |

Kvalserien till Division 1 Östra
Den östra regionen hade en enda kvalserie till sina båda Division 1-serier. Den spelades med fem lag i åtta omgångar. Gnesta vann före Haninge. Båda lagen flyttades upp till Division 1 nästa säsong. Övriga lag fick spela i Division 2.
| Nr | Lag              | S | V | O | F | GM | IM | MS | P  |
| -- | ---------------- | - | - | - | - | -- | -- | -- | -- |
| 1  | Gnesta IK        | 8 | 5 | 2 | 1 | 32 | 26 | +6 | 12 |
| 2  | Haninge HF       | 8 | 4 | 0 | 4 | 30 | 26 | +4 | 8  |
| 3  | IFK Salem        | 8 | 3 | 2 | 3 | 31 | 37 | −6 | 8  |
| 4  | IFK Österåker IK | 8 | 3 | 0 | 5 | 31 | 33 | −2 | 6  |
| 5  | Sudrets HC       | 8 | 2 | 2 | 4 | 27 | 29 | −2 | 6  |

Kvalserien till Division 1 Södra A
Sex lag spelade kvalserien till Division 1 Södra A. Göteborgslaget Bäcken vann serien före Partille. Båda lagen flyttades upp till Division 1 nästa säsong. Övriga lag fick spela i Division 2.
| Nr | Lag             | S  | V | O | F | GM | IM | MS  | P  |
| -- | --------------- | -- | - | - | - | -- | -- | --- | -- |
| 1  | Bäcken HC       | 10 | 7 | 2 | 1 | 60 | 25 | +35 | 16 |
| 2  | Partille HK     | 10 | 7 | 0 | 3 | 57 | 37 | +20 | 14 |
| 3  | Tibro IK        | 10 | 4 | 2 | 4 | 42 | 43 | −1  | 10 |
| 4  | Kungälvs IK     | 10 | 5 | 0 | 5 | 34 | 35 | −1  | 10 |
| 5  | Grästorps IK    | 10 | 3 | 1 | 6 | 36 | 39 | −3  | 7  |
| 6  | Trollhättans HC | 10 | 1 | 1 | 8 | 17 | 67 | −50 | 3  |

Kvalserien till Division 1 Södra B
Serien spelades av sex lag i tio omgångar. Dalen och Jonstorp försvarade sina platser i Division 1 och fick spela kvar nästkommande säsong. Övriga lag fick spela i Division 2.
| Nr | Lag              | S  | V | O | F | GM | IM | MS  | P  |
| -- | ---------------- | -- | - | - | - | -- | -- | --- | -- |
| 1  | HC Dalen         | 10 | 8 | 1 | 1 | 42 | 21 | +21 | 17 |
| 2  | Jonstorps IF     | 10 | 8 | 0 | 2 | 54 | 26 | +28 | 16 |
| 3  | Helsingborgs HC  | 10 | 5 | 1 | 4 | 48 | 45 | +3  | 11 |
| 4  | Värnamo GIK      | 10 | 4 | 0 | 6 | 45 | 39 | +6  | 8  |
| 5  | Alvesta SK       | 10 | 3 | 1 | 6 | 33 | 59 | −26 | 7  |
| 6  | Boro/Vetlanda HC | 10 | 0 | 1 | 9 | 25 | 57 | −32 | 1  |